# مقر اللغة
في علم الأعصاب وعلم النفس، يشير مصطلح مركز اللغة بشكل جماعي إلى مناطق الدماغ التي تؤدي وظيفة معينة لمعالجة الكلام وإنتاجه. اللغة هي نظام أساسي يمنح البشر القدرة على حل المشكلات الصعبة ويزودهم بنوع فريد من التفاعل الاجتماعي. تسمح اللغة للأفراد بنسب الرموز (مثل الكلمات أو العلامات) إلى مفاهيم محددة وعرضها من خلال جمل وعبارات تتبع القواعد النحوية الصحيحة. علاوة على ذلك، فإن الكلام هو الآلية التي يتم بها التعبير عن اللغة شفهيًا.

مناطق اللغة في الدماغ. يتم تمثيل الالتفاف الزاوي باللون البرتقالي، ويتم تمثيل Supramarginal Gyrus باللون الأصفر، وتم تمثيل منطقة Broca باللون الأزرق، وتم تمثيل منطقة Wernicke باللون الأخضر ويتم تمثيل القشرة السمعية الأولية باللون الوردي.

يتم تبادل المعلومات في نظام أكبر بما في ذلك المناطق المتعلقة باللغة. ترتبط هذه المناطق بمسارات ليفية مادة بيضاء تتيح نقل المعلومات بين المناطق. مجموعات ألياف المادة البيضاء تعرف بكونها مهمة لإنتاج اللغة بعد الإشارة إلى إمكانية إجراء اتصال بين مراكز اللغات المتعددة. أما مناطق اللغة الكلاسيكية الثلاث والتي تشارك في إنتاج اللغة ومعالجتها هي مناطق Broca’s وWernicke والتلفيف الزاوي.

## منطقة بروكا
اقترح عالم الأعصاب والأنثروبولوجيا الفرنسي بول بروكا أن تلعب منطقة بروكا دورًا في وظيفة الكلام لأول مرة في عام 1861. كان أساس هذا الاكتشاف هو تحليل مشاكل الكلام الناتجة عن إصابات هذه المنطقة من الدماغ، الواقعة في التلفيف الجبهي السفلي. كان لدى بول بروكا مريض يدعى ليبورجن يمكنه فقط نطق كلمة «تان» عند التحدث. استنتج بول بروكا، بعد العمل مع مريض آخر يعاني من ضعف مماثل، أن الضرر في التلفيف الجبهي السفلي أثر على الصياغة اللغوية.
تعرف منطقة بروكا بكونها «مركز» المعالجة النحوية. وقد عُرفت منذ أن ربط بول بروكا إنتاج الكلام بمنطقة في التلفيف الأمامي السفلي الخلفي، والتي أطلق عليها «منطقة بروكا». على الرغم من أن هذه المنطقة مسؤولة عن إنتاج الكلام، إلا أن دورها الخاص في نظام اللغة غير معروف. ومع ذلك، فهي تشارك في المعالجة الصوتية والدلالية والنحوية والذاكرة العاملة. تشارك المنطقة الأمامية من منطقة بروكا في المعالجة الدلالية، بينما تشارك المنطقة الخلفية في المعالجة الصوتية (Bohsali، 2015). علاوة على ذلك، فقد ثبت أن منطقة بروكا بأكملها تتمتع بتنشيط أعلى أثناء القيام بمهام القراءة مقارنة بأنواع المهام الأخرى.
في شرح بسيط لإنتاج الكلام، تقترب هذه المنطقة من تمثيل الكلمات الصوتية مقسمًا زمنياً إلى مقاطع من المقاطع التي يتم إرسالها بعد ذلك إلى مناطق حركية مختلفة حيث يتم تحويلها إلى رمز صوتي. تم إجراء دراسة كيفية إنتاج هذه المنطقة للكلام باستخدام نماذج باستخدام كل من الكلمات الفردية والمعقدة.
ترتبط منطقة بروكا بالتجزئة الصوتية والتوحيد والمعالجة النحوية، وكلها مرتبطة بالمعلومات اللغوية. هذه المنطقة، على الرغم من أنها تزامن تحويل المعلومات داخل الأنظمة القشرية المشاركة في إنتاج الكلمات المنطوقة، لا يساهم في إنتاج كلمات مفردة. الفص الجبهي السفلي هو المسؤول عن إنتاج الكلمات.

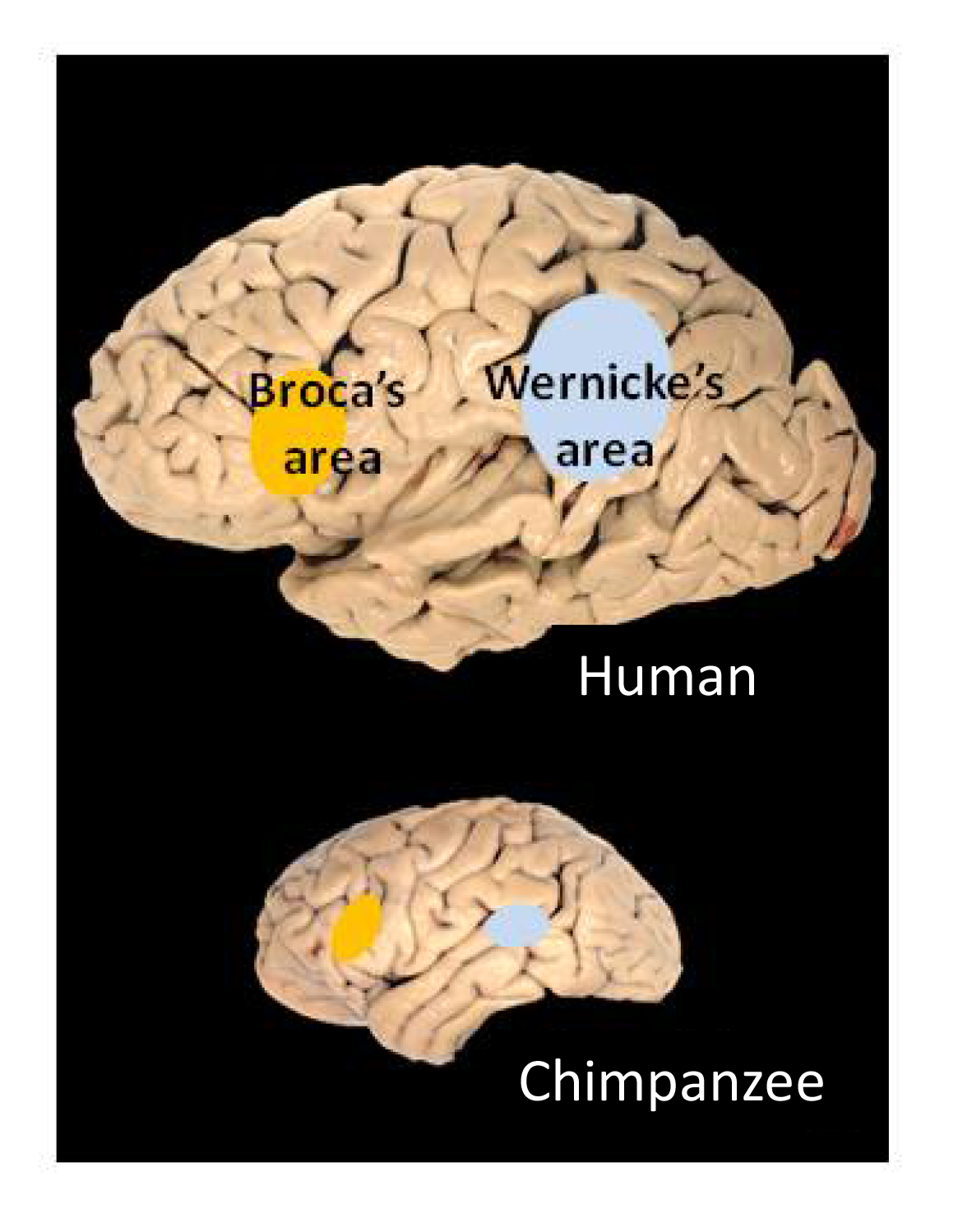
منطقة بروكا وفيرنيك

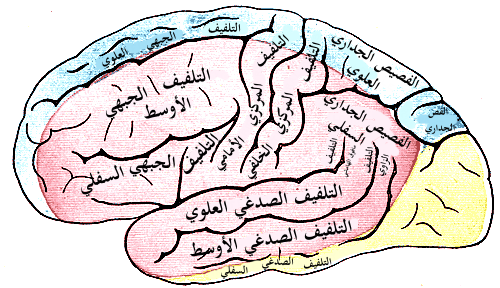
مناطق اللغة في الدماغ. يتم تمثيل Angular Gyrus باللون البرتقالي، ويتم تمثيل Supramarginal Gyrus باللون الأصفر، وتم تمثيل منطقة Broca باللون الأزرق، وتم تمثيل منطقة Wernicke باللون الأخضر ويتم تمثيل القشرة السمعية الأولية باللون الوردي.

علاوة على ذلك، ترتبط منطقة بروكا من الناحية الهيكلية بالمهاد وكلاهما يعمل في معالجة اللغة. الاتصال بين كلا المنطقتين هو نواتان مهايتان، اللب، والنواة البطنية، والتي تشارك في معالجة اللغة والوظائف اللغوية المشابهة لـ BA 44 و 45 في منطقة بروكا. Pulvinar متصل بالعديد من المناطق الأمامية من القشرة الأمامية وتشارك النواة البطنية في إنتاج الكلام. ثبت أن مناطق الكلام الأمامية في الدماغ تشارك في إدراك صوت الكلام.
لا تزال منطقة بروكا تعتبر اليوم مركزًا مهمًا للغة، حيث تلعب دورًا رئيسيًا في معالجة بناء الجملة والقواعد وبنية الجملة.

## منطقة ويرنيك
سُميت منطقة تمنياً فيرنيك للطبيب الألماني كارل فيرنيك، الذي اكتشفها في عام 1874 في سياق بحثه في الحبسات (فقدان القدرة على الكلام). تشارك هذه المنطقة من الدماغ في فهم اللغة. لذلك، فإن مجال Wernicke هو لفهم اللغة الشفهية. بالإضافة إلى منطقة Wernicke، فإن التلفيف الصدغي العلوي الخلفي الأيسر (pSTG)، التلفيف الصدغي الأوسط (MTG)، التلفيف الصدغي السفلي (ITG)، التلفيف فوق الهامشي (SMG)، التلفيف الزاوي (AG) يشاركون في فهم اللغة. لذلك، لا يقع فهم اللغة في منطقة معينة. على العكس من ذلك، فإنه يشمل مناطق كبيرة من الفص الجداري السفلي والصدغي الأيسر.
في حين أن خاتمة إنتاج الكلام هي سلسلة من حركات العضلات، فإن تنشيط المعرفة حول تسلسل الصوتيات (أصوات الحروف الساكنة وحروف العلة) التي تخلق كلمة هو استرجاع صوتي. تساهم منطقة Wernicke في الاسترجاع الصوتي. تتطلب جميع مهام إنتاج الكلام (مثل استرجاع الكلمات والتكرار والقراءة بصوت عالٍ) استرجاع الصوت. نظام الاسترجاع الصوتي المتضمن في تكرار الكلام هو نظام الإدراك الصوتي السمعي ونظام إدراك الحروف المرئي هو النظام الذي يعمل على القراءة بصوت عالٍ. يستلزم إنتاج الكلام التواصلي مرحلة تسبق الاسترجاع الصوتي. يتضمن فهم الكلام تمثيل تسلسل الصوتيات على معنى الكلمة.

## التلفيف الزاوي
التلفيف الزاوي عنصر مهم في معالجة المفاهيم الملموسة والمجردة. كما أن لها دورًا في الذاكرة العاملة اللغوية أثناء استرجاع المعلومات اللفظية وفي الذاكرة المرئية عند تحويل اللغة المكتوبة إلى لغة منطوقة. يتم تنشيط AG الأيسر في المعالجة الدلالية التي تتطلب استرجاع المفهوم والتكامل المفاهيمي. علاوة على ذلك، يتم تنشيط AG الأيسر أثناء مسائل الضرب والإضافة التي تتطلب استرجاع العوامل الحسابية في الذاكرة اللغوية. لذلك، فهي تشارك في الترميز اللفظي للأرقام.

## القشرة المعزولة
تترتبط الأنسولا (القشرة الأنعزالية) بالكلام واللغة، وتشارك في الروابط الوظيفية والهيكلية مع مناطق الدماغ الحركية واللغوية والحسية والحوفية. تأتي المعرفة حول وظيفة الأنسولا في إنتاج الكلام من دراسات مختلفة أجريت على مرضى يعانون من تعذر الأداء النطقي. قادت هذه الدراسات الباحثين إلى معرفة ترابط الأجزاء المختلفة من الأنسولا. هذه الأجزاء هي: الأنسولا الأمامية اليسرى، والتي ترتبط بإنتاج الكلام؛ والأنسولا الأمامية الثنائية، التي تشارك في فهم الكلام المضلل.

## اضطرابات النطق واللغة
تشير العديد من المصادر المختلفة إلى أن دراسة الدماغ، وبالتالي اضطرابات اللغة، نشأت في القرن التاسع عشر وأن التحليل اللغوي لتلك الاضطرابات بدأ طوال القرن العشرين. تساعد دراسة ضعف اللغة في الدماغ بعد الإصابات على فهم كيفية عمل الدماغ وكيف يتغير بعد الإصابة. عندما يحدث هذا، يعاني الدماغ من ضعف يشار إليه باسم «الحبسة الكلامية». أسفرت الآلفات في منطقة بروكا في المقام الأول إلى اضطرابات في إنتاج الكلام؛ وإلحاق ضرر بمنطقة Wernicke، الواقعة في الجزء السفلي من الفص الصدغي، أدى بشكل أساسي إلى اضطرابات في استقبال الكلام.
هناك العديد من الطرق المميزة التي يمكن أن تتأثر اللغة بها. الحُبسة الصوتية، وهي سمة من سمات حبسة التوصيل وحبسة فيرنيك، لا تُعد ضعفًا في فهم الكلام. بدلاً من ذلك، هو تلف إنتاج الكلام، حيث يتم اختيار صوتيات الرغبة بشكل خاطئ أو في تسلسل غير صحيح. لذلك، على الرغم من أن حبسة Wernicke، وهي مزيج من الاسترجاع الصوتي واختلال الأنظمة الدلالية، تؤثر على فهم الكلام، إلا أنها تتضمن أيضًا تلفًا في إنتاج الكلام. إن خلل النطق الصوتي والشذوذ (ضعف استرجاع الكلمات) هما نتيجة ضعف استرجاع الصوت.
من الآفات الأخرى التي تنطوي على ضعف في إنتاج اللغة ومعالجتها «تعذر الأداء في الكلام»، وهي صعوبة في مزامنة المفصلات الأساسية لإنتاج الكلام. تقع هذه الآفة في التلفيف قبل المركزي العلوي الأنسولا ومن المرجح أن تحدث لمرضى حبسة بروكا. النواة الأمامية البطنية المهيمنة (VA)، هي نوع آخر من الآفات، تحدث هي نتيجة البحث عن الكلمات وصعوبات التشابه الدلالي أثناء معالجة اللغة. علاوة على ذلك، يواجه الأفراد المصابون بالآفات المهادية صعوبات في ربط المفاهيم الدلالية بالتمثيلات الصوتية الصحيحة في إنتاج الكلمات.
عسر القراءة هو اضطراب معالجة اللغة. يتضمن صعوبات التعلم مثل القراءة والكتابة والتعرف على الكلمات والتسجيل الصوتي والحساب والهجاء. على الرغم من إمكانية التدخل المناسب أثناء الطفولة، إلا أن هذه الصعوبات تستمر طوال العمر. علاوة على ذلك، يتم تشخيص إصابة الأطفال بعُسر القراءة عندما يظهر أكثر من عامل واحد يؤثر على التعلم، مثل القراءة. يُطلق على الأطفال المصابون بعُسر القراءة الذين يعانون من صعوبات في الأداء المعرفي الملموس بافتراض الخصوصية، وهو يساعد في تشخيص عسر القراءة.
بعض الخصائص التي تميز عسر القراءة هي عدم قدرتهم على المعالجة الصوتية مما تسبب سوء قراءة الكلمات غير المألوفة وتؤثر على الفهم؛ عدم كفاية الذاكرة العاملة التي تؤثر على التحدث والقراءة والكتابة؛ أخطاء في القراءة الشفوية. صعوبات المهارات الشفوية مثل التعبير عن الذات؛ ومهارات الكتابة مثل التعبير عن الأخطاء الإملائية. لا يعاني المصابون بعسر القراءة من صعوبات في التعلم فحسب، بل يواجهون أيضًا خصائص ثانوية أخرى مثل صعوبات التنظيم والتخطيط والتفاعلات الاجتماعية والمهارات الحركية والإدراك البصري والذاكرة قصيرة المدى. تؤثر هذه الخصائص على الحياة الشخصية والأكاديمية.
عسر التلفظ هو اضطراب في الكلام الحركي ناتج عن تلف في الجهاز العصبي المركزي و / أو المحيطي ويرتبط بالأمراض العصبية التنكسية، مثل مرض باركنسون، والحوادث الدماغية الوعائية (CVA) وإصابات الدماغ (TBI). ينتج عسر التلفظ عن صعوبة ميكانيكية في الأحبال الصوتية أو نشوء أمراض عصبية غير طبيعية في التعبير الصوتي، مثل بدلاً من "b" a "p". يُطلق عسر الكلام على نوع من الخلل الأدائي على أساس تشويه الكلمات ويرتبط هذا النوع بتعذر الأداء في الوجه والحبسة الحركية في حالة إصابة منطقة بروكا.

## الإجماع العلمي الحالي
اتاحت التحسينات في تكنولوجيا الكمبيوتر، في أواخر القرن العشرين، فهماً أفضل للعلاقة بين الدماغ واللغة، والاضطراب الذي ينطوي عليه هذا. سمح هذا التحسين بتصور أفضل لهيكل الدماغ في صور ثلاثية الأبعاد عالية الدقة. كما أنه سمح بمراقبة نشاط الدماغ من خلال تدفق الدم (Dronkers، Ivanova، & Baldo، 2017).
أتاحت تقنيات التصوير الطبي الجديدة مثل التصوير المقطعي بالإصدار البوزيتروني والرنين المغناطيسي الوظيفي للباحثين بتوليد صور توضح مناطق الدماغ الحي النشطة في وقت معين. التصوير بالرنين المغناطيسي الوظيفي (fMRI) هو تقنية تستخدم لتحديد وظائف معينة في الدماغ لأنشطة مختلفة ذات صلة. توضح هذه التقنية موقع وحجم تغيرات النشاط العصبي، متأثرة بالتحفيز الخارجي والتقلب في حالة الراحة. التصوير بالرنين المغناطيسي هو تقنية تم تطويرها في القرن العشرين لمراقبة نشاط الدماغ في الأدمغة السليمة وغير الطبيعية. التصوير بالرنين المغناطيسي الموزون بالانتشار أو تصوير موتر الانتشار (DTI) هو تقنية تستخدم لتتبع حزم المادة البيضاء في الجسم الحي وتعطي معلومات عن التركيب الليفي الداخلي عن طريق قياس انتشار الماء. يستخدم مصفوف الانتشار هذا لاستنتاج اتصال المادة البيضاء.
في الماضي، كان البحث يعتمد بشكل أساسي على ملاحظات فقدان القدرة الناتج عن تلف القشرة الدماغية. في الواقع، يمثل التصوير الطبي خطوة جذرية إلى الأمام للبحث في معالجة الكلام. منذ ذلك الحين، تشارك سلسلة كاملة من المناطق الكبيرة نسبيًا في معالجة الكلام. في أحدث الأبحاث، حظيت المناطق تحت القشرية (تلك الواقعة أسفل القشرة الدماغية مثل البوتامين والنواة المذنبة)، وكذلك المناطق السابقة للحركة (BA 6)، باهتمام متزايد. ومن المفترض الآن عموما أن الهياكل التالية للقشرة الدماغية بالقرب من القشرة السمعية الأولية والثانوية تلعب دورًا أساسيًا في معالجة الكلام:
التلفيف الصدغي الفائق (STG): المعالجة الصرفية (القسم الأمامي)، دمج المعلومات النحوية والدلالية (القسم الخلفي)
· التلفيف الجبهي من الدرجة الثانية (IFG، منطقة برودمان (BA) 45 / 47): معالجة النحوي، الذاكرة العاملة
التلفيف الجبهي السفلي (IFG، BA 44): المعالجة النحوية، الذاكرة العاملة
التلفيف الصدغي الأوسط (MTG): المعالجة الدلالية المعجمية
التلفيف الزاوي (AG): العمليات الدلالية (القشرة الصدغية الخلفية)
عادةً ما يكون النصف المخي الأيسر هو السائد في الأشخاص الذين يستخدمون اليد اليمنى، على الرغم من أن عمليات التنشيط الثنائية ليست غير شائعة في مجال المعالجة النحوية. ومن المسلم به الآن أن النصف الأيمن يلعب دورا هاما في معالجة الميزات الصوتية suprasegmental مثل علم العروض. وهي «الاختلافات الإيقاعية واللحنية في الكلام». هناك نوعان من المعلومات العرضية: العرض العاطفي (النصف المخي الأيمن)، وهو العاطفة التي يعطيها المتحدث للخطاب، والعروض اللغوية (النصف المخي الأيسر)، التركيب النحوي والموضوعي للكلام.
تتطور معظم مجالات معالجة الكلام في السنة الثانية من العمر في النصف المهيمن من الدماغ، والذي غالبًا (وإن لم يكن بالضرورة) يتوافق مع اليد المسيطرة. 98% من الأشخاص الذين يستخدمون اليد اليمنى هم المسيطرون على النصف المخي الأيسر، وكذلك غالبية الأشخاص الذين يستخدمون اليد اليسرى.
يعد التصوير المقطعي المحوسب (CT) تقنية أخرى من السبعينيات، والتي تنتج دقة مكانية منخفضة ولكنها توفر موقع الإصابة في الجسم الحي. علاوة على ذلك، ساهمت تقنيات رسم خرائط أعراض الآفات (VLSM) المستندة إلى Voxel وتقنيات قياس التشكل المستندة إلى VBM في فهم أن مناطق معينة من الدماغ لها أدوار مختلفة عند دعم معالجة الكلام. تم استخدام VLSM لمراقبة وظائف اللغة المعقدة التي تدعمها مناطق مختلفة. علاوة على ذلك، فإن VBM هي تقنية مفيدة لتحليل ضعف اللغة المرتبط بمرض التنكس العصبي.

## نماذج أقدم

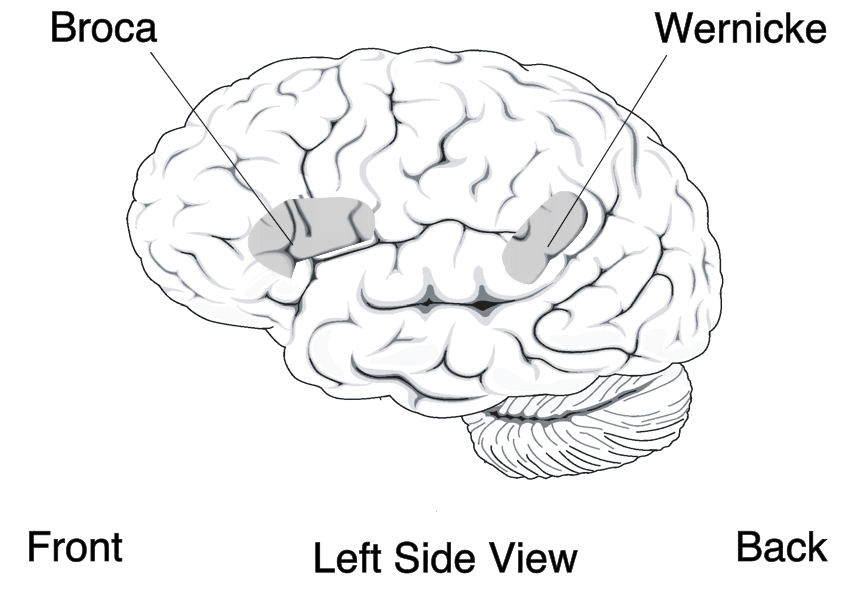
منطقة بروكا وويرنيك

يتباين إنتاج الكلام في قسمين كبيرين فقط من الدماغ (أي مناطق بروكا وفيرنيك)، التي أُعتمدت قبل وقت طويل من ظهور تقنيات التصوير الطبي، تعتبر الآن قديمة. تم اقتراح منطقة بروكا لأول مرة للعب دور في وظيفة الكلام من قبل طبيب الأعصاب وعالم الأنثروبولوجيا الفرنسي بول بروكا في عام 1861. كان أساس هذا الاكتشاف هو تحليل مشاكل الكلام الناتجة عن إصابات هذه المنطقة من الدماغ، الواقعة في التلفيف الجبهي السفلي. أدت الآفات إلى منطقة بروكا في المقام الأول إلى اضطرابات في إنتاج الكلام. تؤدي الأضرار التي لحقت بمنطقة Wernicke، الواقعة في الجزء السفلي من الفص الصدغي، بشكل أساسي إلى اضطرابات في استقبال الكلام. سمي هذه المنطقة للطبيب الألماني كارل فيرنيك، الذي اكتشفها في عام 1874 في سياق بحثه في الحبسات (فقدان القدرة على الكلام).
لا تزال منطقة بروكا تعتبر اليوم مركزًا مهمًا للغة، حيث تلعب دورًا رئيسيًا في معالجة بناء الجملة والقواعد وبنية الجملة.
باختصار، أظهرت هذه الجهود البحثية المبكرة أن إنتاج الكلام الدلالي والبنيوي يحدث في مناطق مختلفة من الدماغ.